# Roberto Rivera Vicencio
Roberto Rivera (Santiago de Chile, 1950)
Estudió Literatura en la U. de Chile, residió varios años en Buenos Aires a partir de 1974. Miembro del primer Taller de Narradores de José Donoso e importante motor de iniciativas literarias en los 80` como “Encuento” y “Todavía Escribimos”. Dirigió la revista de cultura “Miradas”, e hizo crítica literaria y periodismo en el diario “Las Ultimas Noticias”, y cultura en Radio Universidad de Chile y La Tercera.
Sus cuentos han sido publicados en diversas revistas de América y Europa, y antologías  como “Silencio y tiempo” Antología del Cuento Chileno Contemporáneo, Rusia, entre otras.
En 1986 publica “La Pradera Ortopédica” un volumen de cuentos, proyecto que culmina en 1994 con la novela “A Fuego Eterno Condenados” reeditada (2017) por el Fondo de Cultura Económica. Premiado en diversos concursos, obtuvo la Beca del Consejo Nacional del Libro año 1998 con la novela “Piedra Azul” publicada posteriormente por Bravo y Allende Editores. El 2010 publica “Santos de mi devoción” cuentos, Simplemente Editores. El 2023 el Fondo de Cultura Económica publica “La mano”, novela y semanas después una segunda edición. Su obra da cuenta de una vasta formación y oficio que lo hacen uno de los escritores más polifacéticos del Chile actual.[cita requerida](Claudio Giaconi)
Durante el verano de 2004 participa como escritor invitado en San Diego State University (USA) dictando charlas, conferencias y lecturas públicas. El 2016 participa en la Feria del Libro de Buenos Aires en el “Diálogo de Escritores Latinoamericanos” junto a los escritores Alan Pauls de Argentina y Luis Rufato de Brasil. Consejero ante el Consejo Nacional del Libro y la Lectura (2018- 2021)   Dirige la revista de cultura “Occidente” (2017-2020)(https://issuu.com/granlogiadechile/stacks/4c99227644b04de3aa14ec861945976e. Preside la Sociedad de Escritores de Chile entre 2016 y 2021 inclusive. Actualmente ocupa la segunda vicepresidencia de la Unión Nacional de Artistas y dicta charlas y conferencias de cultura y literatura.

## Biografía
Nacido en 1950 en Santiago, egresado del Instituto Nacional, cursó estudios de Matemáticas y Literatura en la Universidad de Chile, donde fue partícipe de importantes eventos culturales y redacción de revistas de la época. Desde 1974 se traslada a Buenos Aires donde realiza sus primeros trabajos periodísticos en revista "Pájaro de fuego" y publicaciones periódicas en la revista Suburbio. Retorna a Chile y se incorpora al taller de narradores que imparte José Donoso. Publica junto al poeta Andrés Morales la revista universitaria "Esperpentos". Posteriormente dirige sus propios talleres literarios en la Universidad de Chile, Universidad Tecnológica Metropolitana; Instituto Cultural del Banco del Estado; Banco Santander y la Corporación Cultural de la Estación Mapocho.
Importante impulsor de las corrientes y producciones literarias chilenas surgidas durante la década de los 80, como el “Encuento”, “Todavía Escribimos”, y la Feria del Libro del Parque Forestal. Funda y dirige la revista de cultura Miradas, hace crítica literaria y entrevistas en el diario La Tercera y Radio U. de Chile, y como periodista en Las últimas Noticias. Colabora en revistas literarias tanto nacionales como extranjeras. Es incluido en prácticamente todas las antologías de la época como: “Narradores chilenos de hoy” (Editorial Bruguera), “Contando el cuento” (sin fronteras), “Los mejores cuentos de mi país” (Nascimiento), “Andar con cuentos” (Mosquito Editores) e incluido en “Antología del cuento chileno”. Encabeza la Antología del Cuento Chileno Contemporáneo "Silencio y Tiempo" (Cirílico-Rusia) Como jurado participa de los más importantes certámenes a nivel nacional: jurado del Premio Municipal De Santiago en varias oportunidades, Roberto Bolaño, Mejores Obras del Consejo del Libro, Fernando Santiván, etc.
Partícipe, al mismo tiempo, en variadas instancias literarias de carácter internacional, en revistas literarios de México, Ecuador, Suecia, Argentina, Francia, Italia, España y Estados Unidos, encuentros de escritores, organizador de eventos internacionales como "Poetas y narradores de la diáspora". El año 2004 es invitado por la Universidad de San Diego.
Participa en el "Diálogo de Escritores Latinoamericanos" 2016 en la Feria del Libro de Buenos Aires. Presenta sus obras en distintas Ferias del Libro nacionales en el extranjero.

## Estilo
Rivera incursiona en todos los géneros, así como en el cuento, en el ensayo y la novela, temas culturales en general, la crítica literaria, la entrevista, la crónica policial, deportes y el reportaje de diario. Como señala el escritor y crítico Ramiro Rivas: Rivera posee una gran cultura literaria. Conocedor de los clásicos, la literatura norteamericana y la del boom  y post boom latinoamericano, su obra recoge influencias de varias corrientes narrativas contemporáneas. Tomó algunos elementos empleados por los “novísimos” del 60, que distanciándose de la generación del 50, más europeizante y tradicional, crearon obras más desacralizadoras. Incorporaron en sus escritos elementos espurios para la época, como la música popular, el jazz, los deportes, el habla de todos los días. Expresiones culturales que Rivera supo darles una categoría creativa desde sus primeros cuentos. Como señalara el mismo escrito y crítico, Rivera posee una obra breve y contundente.

## Influencias
Entre sus influencias destaca la literatura argentina y del Plata de siempre y especialmente de Roberto Arlt en adelante.

## Obras

### Novela
- 1986: La pradera ortopédica (Ediciones Cerro Huelén)
- 1994: A fuego eterno condenados (Editorial Balandro)
- 2001: Piedra azul (Bravo y Allende Editores)
- 2010: Santos de mi devoción (Simplemente Editores)
- 2018: A fuego eterno condenados reedición (Fondo de Cultura Económica)
- 2023: "La mano" novela. Fondo de Cultura Económica.

## Premios
Premiado en diversos concursos como el Bata, Vicente Huidobro, Revista Amancay de la U. de Chile, Joaquín Edwards Bello de la Universidad de Valparaíso, finalista en el Chile Francia, etc. obtuvo la Beca del Consejo Nacional del Libro año 1998 con la novela “Piedra Azul” publicada posteriormente por Bravo y Allende Editores.

## Reconocimientos
El año 2004 es invitado por la Universidad de San Diego USA (San Diego State University) como escritor latinoamericano a realizar lecturas, charlas, conferencias y diálogos con estudiantes.
En 2016 participa en el “Diálogo de Escritores Latinoamericanos” en la Feria del Libro de Buenos Aires.
Rivera es un activo actor de la literatura y la cultura en Chile desempeñándose en distintos ámbitos con charlas y talleres, conferencias en universidades y colegios.